# Ligne S1 du métro de Pékin
La ligne S1 (chinois : S1线 ; pinyin : S-yī Xiàn, traduction internationale en anglais : Beijing Transrapid), est une ligne du métro de Pékin à lévitation magnétique de type Maglev, ouverte en 2017.

## Historique
La ligne s'inscrit dans un plan de développement des transports urbains dans la banlieue de Pékin en réponse aux défis posés par la circulation automobile croissante et la pollution due à la combustion du charbon. Le projet est lancé en août 2013 avec le choix de la technologie de type Maglev à vitesse réduite et les travaux commencent en novembre suivant. Après une période d'essais à vide, elle est mise en service le 30 décembre 2017 entre Jin'anqiao et Shichang. Elle constitue la troisième ligne de Maglev en Chine, après le Transrapid de Shanghai, ouvert en 2004, et le Maglev express de Changsha, en 2016.
Le 30 décembre 2018, la ligne S1 est mis en correspondance avec la ligne 6 lors de l'ouverture d'un prolongement de cette dernière à la station Jin'anqiao. Le 31 décembre 2021, le prolongement à l'est jusqu'à la station Pingguoyuan (zh) est mis en service et permettra ultérieurement la correspondance avec la ligne 1.

## Tracé et stations
La ligne dessert huit stations dans les districts de Shijingshan et Mentougou entre Pingguoyuan au nord-est et Shichang au sud-ouest. 